# ساگامیهارا، کاناگاوا
ساگامیهارا در استان کاناگاوا در کشور ژاپن واقع شده‌است  که دارای جمعیت ۷۰۶٬۳۴۲ نفر و مساحت ۳۲۸٫۸۴ کیلومتر مربع با تراکم جمعیت ۲٬۱۴۸  نفر در کیلومترمربع است و در تاریخ ۲۰ نوامبر ۱۹۵۴ به عنوان شهر شناخته شد.